# Senchus fer n-Albán
El Senchus fer n-Alban (La historia de los hombres de Escocia) es un texto medieval en irlandés antiguo que se supone fue compilado en el siglo X. Puede tratarse de un derivado de documentos anteriores del siglo VII que presumiblemente fueron escritos en latín. Provee las genealogías de los reyes de Dál Riata y un censo de los reinos que comprendía el Dál Riata.

## Los manuscritos
El Senchus se conserva en una serie de manuscritos, de los que el más importante perteneció a Dubhaltach Mac Fhirbhisigh y después a Edward Lhuyd. Se trata del Ms. H.2.7, actualmente en el Trinity College Dublin, y fue compilado en el siglo XIV por Lúcás Ó Dalláin, probablemente trabajando con Seán Mór Ó Dubhagáin (quien murió en 1372), poeta laureado e historiador del Uí Maine. Este manuscrito fue considerado parte del Book of Uí Maine, pero esto ya no se considera posible. Otras copias se encuentran en el Book of Ballymote (1384x1406), el Book of Lecan (anterior a 1418), y en las compilaciones genealógicas de Mac Fhirbhisigh del siglo XVII.
El Senchus es un documento relativamente corto, con 70 u 80 líneas, de acuerdo a la variante. El Genelaig Albanensium se encuentra añadido a él, conteniendo las genealogías de Máel Coluim mac Cináeda y de Causantín mac Cuilén, reyes de Alba, y de Ainbcellach mac Ferchair y de otros reyes de Dál Riata.

## Las genealogías y su valor histórico
La mayoría de las versiones del Senchus siguen el mito tardío de los orígenes de Dál Riata con un comienzo con Eochaid Muinremar y los hijos de Erc, Fergus Mór entre ellos. La versión de Mac Fhirbhisigh del Senchus comienza con el mito más temprano, remontanto Dál Riata hasta Síl Conairi y Cairpre Riata (Rígfhota), hijo de Conaire Mór y/o Conaire Cóem, quien podría ser el Reuda mencionado por Bede en su Historia ecclesiastica gentis Anglorum. El Genelaig Albanensium y las genealogías similares del manuscrito Rawlinson B 502 implican que Cairpre Riata fuera un ancestro de la décima o decimoquinta generación de Fergus Mór mac Eirc.
El valor histórico del Senchus reside mayormente en sus últimas secciones, que incluyen a los reyes históricos de Dál Riata —el mito puede finalizar y la historia comenzar en el reino de Conall mac Comgaill a mediados del siglo VI—. El último rey identificado en las genealogías contenido en el Senchus es Conall Crandomna, quien murió alrededor del año 660.
El Senchus enumera las divisiones de Dál Riata -el Cenél nGabráin, el Cenél Loairn, y el Cenél nÓengusa-, así como sus obligaciones hacia el servicio militar, en un tiempo en que aparentemente el Cenél Comgaill era parte del Cenél nGabráin. Estas divisiones pueden no ser muy antiguas, y las listas provistas no son aproblemáticas. Las listas del Senchus no implican lazos familiares ni obligaciones militares respecto a las tierras irlandesas que, de haber habido, podrían haber formado parte de Dál Riata. Una curiosidad del Senchus es la presencia de Airgíalla -una federación y reino en Irlanda- en las tierras del Cenél Loairn. No queda claro si estos representan asentamientos en Irlanda, o simplemente gente a la cual se aplicaba el nombre de "clientes adicionales".

## Bigliografía
- Lucius Gwynn, "De Síl Chonairi Móir", in Ériu 6 (1912): 130-43. Summary by Dan M. Wiley
- Michael A. O'Brien (ed.) with intro. by John V. Kelleher, Corpus genealogiarum Hiberniae. DIAS. 1976. / partial digital edition: Donnchadh Ó Corráin (ed.), Genealogies from Rawlinson B 502. University College Cork: Corpus of Electronic Texts. 1997.
- Donnchadh Ó Corráin (ed.), Genealogies (H.2.7) (still unpublished)
- T. F. O'Rahilly, Early Irish History and Mythology. Dublin Institute for Advanced Studies. 1946.